# Essl művészeti díj

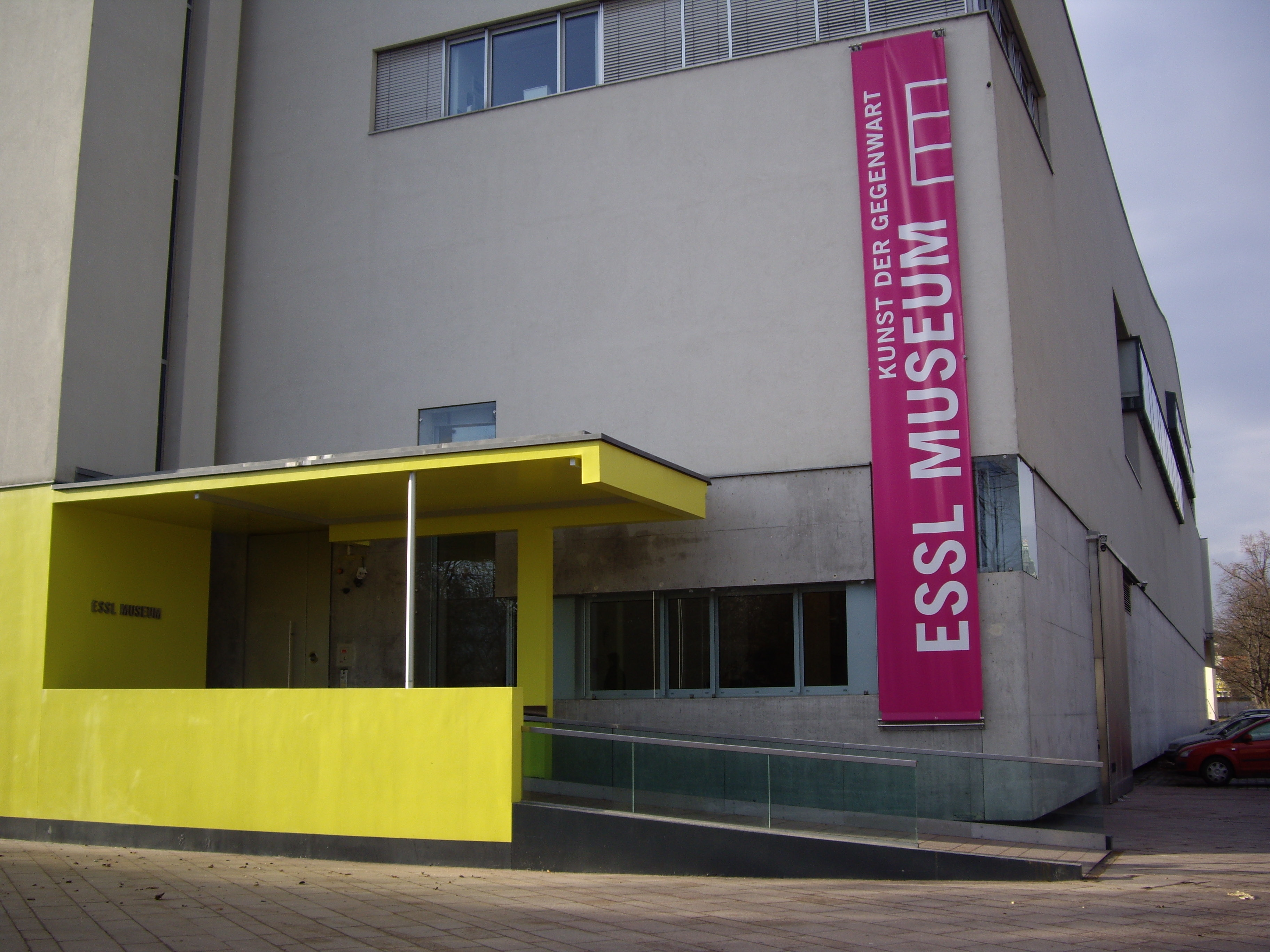
Az ESSL Museum Klosterneuburgban

Az Essl művészeti díjat (ESSL ART AWARD CEE) a közép- és kelet-európai művészeti akadémiák legtehetségesebb tanulói kapják. Az Essl-gyűjtemény ezáltal növekszik, népszerűsítve a kortárs művészetet, művészeket és mindeközben vándorkiállításon ad hírt az ifjú tehetségekről. Az Essl-díj célja kiterjeszteni a fiatalok keresését és azok anyagi támogatását azokra országokra, ahol a Baumax cég jelen van. A következő országokban rendezik meg a vándorkiállítást azon alkotóktól, akik bekerültek iskolájuk legjobb 10 tanulója közé: Magyarország, Ausztria, Horvátország, Csehország, Szlovákia, Szlovénia. 2005-ben került elsőként kiosztásra a díj, eredetileg minden második évben ismétlik meg a pályázat kiírását, de lehet, hogy kiterjesztik minden évre. 2013 óta Törökország is részt vesz a pályázaton. A díj fő támogatója a VIENNA INSURANCE GROUP (VIG).

## Az Essl-kollekció
Több mint 5000 alkotással büszkélkedhet a nemzetközi kortárs gyűjtemény, amely Agnes és Karlheinz Essl tulajdonában vannak, ezzel az egyik legnagyobb magángyűjtemény Európában. Festmények, fotók, videók, szobrok reprezentálása mellett páratlan ausztriai gyűjtemény 1945 utáni munkákból. A teljesen privát és száz százalékos autonómiát élvező gyűjtemény a művészet határai kutatásának eredményét hivatott bemutatni.

## 2005-ös kiállítók
A kiállítás a Magyar Iparművészeti Múzeum kupolatermében valósult meg 2005. május 25-től június 22-ig.

## Magyar díjazottak
- 2005
  - Tóth Ágnes
  - Verebics Ágnes
- 2007
  - Albert Ádám
  - Horváth Dániel
  - Kiss Miklós (VIG díjazottja)
  - Sipos Eszter (VIG díjazottja)
- 2009
  - Keller Diána
  - Pintér Zoltán
  - Fátyol Viola (VIG díjazottja)
  - Adamkó Dávid
- 2011
  - Hámori Anett (VIG díjazottja is)
  - Bada Emike
  - Jagicza Patrícia
- 2013
  - Kopacz Kund (VIG díjazottja is)
  - Zékány Dia
  - Kristóf Gábor